# Llista de topònims de Sidamon
Llista de topònims (noms propis de lloc) del municipi de Sidamon, a Pla d'Urgell
Informació actualitzada per un bot. Els canvis manuals es perdran quan s'actualitzi!

## casa
| imatge | Nom         | Ubicat a | instància de | Detalls                                                       | coordenades                                                                | Protecció                                  | Commons (més fotos)   | Dades a WD                    |
| ------ | ----------- | -------- | ------------ | ------------------------------------------------------------- | -------------------------------------------------------------------------- | ------------------------------------------ | --------------------- | ----------------------------- |
|        | Cal Cabalé  | Sidamon  | casa         | Estil: arquitectura popular                                   | 41° 37′ 44″ N, 0° 49′ 58″ E / 41.62886°N,0.83276°E                         | bé integrant del patrimoni cultural català | Cal Cabalé (Sidamon)  | Modifica les dades a Wikidata |
|        | Cal Miqueló | Sidamon  | casa         | Estil: arquitectura barroca arquitectura popular 18th century | 41° 37′ 44″ N, 0° 49′ 55″ E / 41.62892°N,0.83189°E ca:C. Major, 9 228 msnm | bé integrant del patrimoni cultural català | Cal Miqueló (Sidamon) | Modifica les dades a Wikidata |

## masia
| imatge | Nom                    | Ubicat a | instància de | Detalls | coordenades                                                          | Protecció | Commons (més fotos) | Dades a WD                    |
| ------ | ---------------------- | -------- | ------------ | ------- | -------------------------------------------------------------------- | --------- | ------------------- | ----------------------------- |
|        | Torre de l'Urgell      | Sidamon  | masia        |         | 41° 37′ 25″ N, 0° 50′ 24″ E / 41.6237°N,0.839936°E                   |           |                     | Modifica les dades a Wikidata |
|        | Torre del Peralta      | Sidamon  | masia        |         | 41° 37′ 42″ N, 0° 49′ 27″ E / 41.6283639215588°N,0.824157297151999°E |           |                     | Modifica les dades a Wikidata |
|        | Torre del Pla del Molí | Sidamon  | masia        |         | 41° 38′ 01″ N, 0° 48′ 59″ E / 41.633589081596°N,0.8162559657893°E    |           |                     | Modifica les dades a Wikidata |
|        | Torre dels Rosers      | Sidamon  | masia        |         | 41° 37′ 40″ N, 0° 51′ 03″ E / 41.62789444°N,0.85089917°E             |           |                     | Modifica les dades a Wikidata |

## Misc
| imatge | Nom                        | Ubicat a                                            | instància de                                   | Detalls                                   | coordenades                                                                     | Protecció                                  | Commons (més fotos)           | Dades a WD                    |
| ------ | -------------------------- | --------------------------------------------------- | ---------------------------------------------- | ----------------------------------------- | ------------------------------------------------------------------------------- | ------------------------------------------ | ----------------------------- | ----------------------------- |
|        | Casa de la Vila de Sidamon | Sidamon                                             | casa consistorial                              | Arquitecte: Josep Lluís Mateo             | 41° 37′ 43″ N, 0° 49′ 56″ E / 41.6286°N,0.83215°E                               | bé integrant del patrimoni cultural català | Casa de la Vila de Sidamon    | Modifica les dades a Wikidata |
|        | Escoles Municipals         | Sidamon                                             | edifici                                        | Estil: noucentisme 20th century           | 41° 37′ 43″ N, 0° 49′ 52″ E / 41.62849°N,0.83124°E ca:C. Carretera, 14 231 msnm | bé integrant del patrimoni cultural català | Escoles Municipals de Sidamon | Modifica les dades a Wikidata |
|        | Escultura d'Indíbil        | Sidamon                                             | obra escultòrica                               | Estil: arquitectura popular 1992 Alt: 15m | 41° 38′ 09″ N, 0° 48′ 59″ E / 41.63590090516795°N,0.8165104036950507°E          |                                            | Escultura d'Indíbil           | Modifica les dades a Wikidata |
|        | Polígon industrial Sidamon | Sidamon                                             | polígon industrial                             |                                           | 41° 37′ 37″ N, 0° 50′ 24″ E / 41.6269527642187°N,0.840061838548226°E            |                                            |                               | Modifica les dades a Wikidata |
|        | Sant Bartomeu de Sidamon   | Sidamon                                             | església parroquial                            | Estil: arquitectura popular               | 41° 37′ 46″ N, 0° 49′ 54″ E / 41.6295°N,0.83174°E                               | bé integrant del patrimoni cultural català | Sant Bartomeu de Sidamon      | Modifica les dades a Wikidata |
|        | Sidamon                    | Sidamon                                             | entitat singular de població capital municipal | 769 hab                                   | 41° 37′ 39″ N, 0° 49′ 51″ E / 41.62752166°N,0.83082166°E 234 msnm               |                                            |                               | Modifica les dades a Wikidata |
|        | Tossal de les Tenalles     | Sidamon                                             | jaciment arqueològic                           |                                           | 41° 36′ 52″ N, 0° 50′ 18″ E / 41.614444444444°N,0.83833333333333°E              |                                            | Tossal de les Tenalles        | Modifica les dades a Wikidata |
|        | canal auxiliar d'Urgell    | Noguera Pla d'Urgell Segrià                         | canal de reg                                   | Desemboca: canal d'Urgell                 | 41° 42′ 28″ N, 0° 55′ 39″ E / 41.707651°N,0.927486°E                            |                                            |                               | Modifica les dades a Wikidata |
|        | la Fita Alta               | Sidamon Torregrossa                                 | muntanya                                       |                                           | 41° 36′ 47″ N, 0° 50′ 35″ E / 41.6129870926°N,0.843120284099°E 289 msnm         |                                            | La Fita Alta                  | Modifica les dades a Wikidata |
|        | la Serra                   | Mollerussa Miralcamp Torregrossa Sidamon Fondarella | element geogràfic                              |                                           | 41° 36′ 37″ N, 0° 51′ 16″ E / 41.610191°N,0.854439°E                            |                                            |                               | Modifica les dades a Wikidata |